# 清水和也
清水 和也（しみず かずや、1997年2月6日 - ）は、東京都出身のフットサル選手。名古屋オーシャンズ所属。ポジションはピヴォ。フットサル日本代表。

## 経歴

### クラブ

#### ユース時代
東京都出身。2学年上の兄の清水誠也もフットサル選手である。和也は小学4年、誠也は小学6年時に兄弟そろって中野区に拠点を置く上鷺宮フットボールクラブに入団した。小学6年の終わり頃にはやはり兄と同時期に、中野区のソレイユ・フットサルでフットサルをはじめた。ソレイユ時代の恩師望月充監督は、「明るく活発で、今よりポッチャリしていました。足元のあるプレーヤーだなと思いました」と語っている。チーム事情からソレイユでの最初の半年から1年はゴレイロをやることが多かったが、その後フィールドプレーヤーの主力となった。中学3年時の全日本ユース(U-15)フットサル大会では、東京都大会準決勝でコンフィアール町田に負けて関東大会出場を逃している。中学年代ではU-15東京都選抜に選ばれている。U-15東京都選抜では名古屋遠征で名古屋オーシャンズU-15と対戦し、Fリーグの前座試合で5-0で大勝した経験がある。中学年代ではサッカーとフットサルを並行して行っており、サッカーでは中野区立北中野中学校サッカー部に所属していた。
高校年代では兄の誠也が在籍していた三鷹市のフットボウズ・フットサルU-18に所属し、高校1年時（2012年度）に東京都U-18リーグ選抜に選ばれた。高校1年冬には、ちょうど全国高等学校サッカー選手権大会に出場したばかりの國學院久我山高校サッカー部とフットサルで対戦した経験がある。高校1年時にはフウガドールすみだバッファローズと練習試合をする機会があり、すみだの須賀雄大監督から試合のMVPに指名されて直々にアドバイスをもらったことがある。
フットボウズ時代の恩師豊田幸夫監督によると、高校2年時の清水は全国大会出場クラスの高校サッカー部に対してもフットサルの競技力では勝っていたという。高校2年時（2013年度）の冬にはバッファローズの助っ人として練習に参加し、その後特別指定選手としてバッファローズにも出場登録した。バッファローズ時代にはU-23東京都選抜にも選出された。

#### フウガドールすみだ
2014-15シーズンはFリーグのトップチーム（フウガドールすみだ）に登録されてFリーグ開幕を迎えた。高校3年時の2014年9月27日、墨田区総合体育館でのバルドラール浦安戦（第15節）でFリーグデビューを果たした。11月8日の北海道セントラルでの名古屋オーシャンズ戦では、この年にアジア王者を含む4冠を獲得した相手にハットトリックを達成している。2014-15シーズンには16試合9得点の成績を残し、フットサルジャーナリストが新人賞候補に挙げる活躍を見せた。2015年3月に高校を卒業した。
2015-16シーズンには32試合に登録され、リーグ6位タイ・チーム1位の19得点を挙げた。ベスト5にノミネートされ、新人賞を受賞した。フウガドールすみだはレギュラーシーズンを3位で終えたが、プレーオフでは1回戦でシュライカー大阪に敗れた。2016-17シーズンには29試合に出場して22得点を挙げ、フウガドールすみだのエースストライカーに成長した。2017年にはフウガドールすみだの選手として初めてプロ契約を結び、フットサルに専念できるようになった。2017-18シーズンには29試合に出場して24得点を挙げた。

#### スペイン挑戦
2018-19シーズン開幕はフウガドールすみだで迎えたが、2018年7月、スペイン・セグンダ・ディビシオン（2部）のエルポソ・ムルシアFSBにレンタル移籍した。2018年末には世界最優秀若手選手賞の候補に選ばれている。2018-19シーズンにはエルポソ・ムルシアBのエースとして17得点を挙げた。チームはセグンダ・ディビシオンで6位となり、シーズン終盤にはトップチームの練習にも参加した。
2019年8月にはAFCフットサルクラブ選手権の大会限定で、ベトナムのタイ・ソンナムFCにレンタル移籍した。準決勝で名古屋オーシャンズに敗れたが、自身は3位決定戦であるウズベキスタンのAGMK FC戦でハットトリックを達成するなどし、10得点を挙げて大会得点王となった。2019-20シーズンも引き続きエルポソ・ムルシアBに在籍している。
2020年1月、プリメーラ・ディビシオンのコルドバCFフットサルにレンタル移籍した。2020年5月、コルドバCFフットサルと2021年まで契約延長した。
2022年6月、コルドバCFフットサルからフウガドールすみだに復帰した。

### 名古屋オーシャンズ
2023年3月、名古屋オーシャンズに2023-24シーズンからの加入を発表。

### 日本代表
2015年8月にはミゲル・ロドリゴ監督によって日本代表候補に初招集され、9月に大分県で行われたトレーニングキャンプに参加した。すみだでチームメイトの稲葉洸太郎は普段から清水をイジる仲であるが、代表では清水がとても固かったと発言している。9月9日に行われたマレーシア代表との親善試合では左足での強烈なシュートを決め、これが日本代表での初得点となった。
2015年には日本サッカー協会によって初めてU-18フットサル日本代表が立ちあげられたが、初の招集機会である9月の茨城合宿にはFリーガーとして清水、植松晃都（湘南）、山田正剛（府中）の3人が招集された。2017年にはタイでAFC U-20フットサル選手権が開催され、清水はU-20日本代表のキャプテンとして出場した。日本代表は準々決勝で敗れたが、自身は5試合でチームトップの6得点を挙げた。

## 所属クラブ
サッカー
- 上鷺宮フットボールクラブ（小学4年-小学6年）
- 中野区立北中野中学校サッカー部（中学年代）

フットサル
- ソレイユ・フットサル（中学年代）
- フットボウズ・フットサルU-18（高校年代）
- 2013-2014  フウガドールすみだバッファローズ（東京都リーグ）
- 2014-2023  フウガドールすみだ（Fリーグ）

2018-2019 → エルポソ・ムルシアFSB(loan)
2019 → タイ・ソンナムFC(loan)
2019-2020 → エルポソ・ムルシアFSB(loan)
2020-2022 → コルドバCFフットサル(loan)
- 2023-  名古屋オーシャンズ（Fリーグ）

## 個人成績
| 国内大会個人成績 | 国内大会個人成績    | 国内大会個人成績 | 国内大会個人成績 | 国内大会個人成績 | 国内大会個人成績 | 国内大会個人成績 | 国内大会個人成績 | 国内大会個人成績 | 国内大会個人成績 | 国内大会個人成績 | 国内大会個人成績 |
| 年度             | クラブ              | 背番号           | リーグ           | リーグ戦         | リーグ戦         | リーグ杯         | リーグ杯         | オープン杯       | オープン杯       | 期間通算         | 期間通算         |
| 年度             | クラブ              | 背番号           | リーグ           | 出場             | 得点             | 出場             | 得点             | 出場             | 得点             | 出場             | 得点             |
| 日本             | 日本                | 日本             | 日本             | リーグ戦         | リーグ戦         | オーシャン杯     | オーシャン杯     | 全日本選手権     | 全日本選手権     | 期間通算         | 期間通算         |
| ---------------- | ------------------- | ---------------- | ---------------- | ---------------- | ---------------- | ---------------- | ---------------- | ---------------- | ---------------- | ---------------- | ---------------- |
| 2013-14          | すみだB             |                  | 東京都           |                  |                  |                  |                  |                  |                  |                  |                  |
| 2014-15          | すみだ              | 11               | Fリーグ          | 16               | 9                |                  |                  |                  |                  |                  |                  |
| 2015-16          | すみだ              | 11               | Fリーグ          | 32               | 19               |                  |                  |                  |                  |                  |                  |
| 2016-17          | すみだ              | 11               | Fリーグ          | 29               | 22               |                  |                  |                  |                  |                  |                  |
| 2017-18          | すみだ              | 11               | Fリーグ          | 29               | 24               |                  |                  |                  |                  |                  |                  |
| 2018-19          | エルポソ・ムルシアB | 19               | セグンダ         | ??               | 17               |                  |                  |                  |                  |                  |                  |
| 2019-20          | エルポソ・ムルシアB | 19               | セグンダ         |                  |                  |                  |                  |                  |                  |                  |                  |
| 2020-21          | コルドバ            |                  | プリメーラ       |                  |                  |                  |                  |                  |                  |                  |                  |
| 2021-22          | コルドバ            |                  | プリメーラ       |                  |                  |                  |                  |                  |                  |                  |                  |
| 通算             | 日本                | 日本             | Fリーグ          | 106              | 64               |                  |                  |                  |                  |                  |                  |
| 通算             | 日本                |                  |                  |                  |                  |                  |                  |                  |                  |                  |                  |
| 総通算           |                     |                  |                  |                  |                  |                  |                  |                  |                  |                  |                  |

## タイトル
- Fリーグ 新人賞 : 2015-16
- AFCフットサルクラブ選手権 得点王 : 2019